# 朝鲜核问题

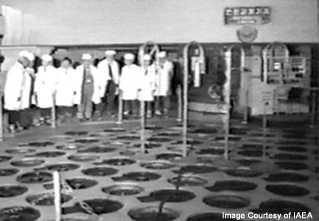
寧邊反應爐

北韓（朝鮮）核问题是指自1990年代朝鲜民主主义人民共和国开发核应用能力而引起的地区安全和外交等一系列问题，相关方为美国、大韩民国、中华人民共和国、俄罗斯和日本。2006年10月9日朝鲜不顾国际社会的反对，进行了核试验。截至2017年，朝鲜共进行了6次核试验，并于2017年完成了洲际导弹试射，但没有进行过两弹结合实验。2018年4月21日，朝鲜对外宣布“核武器兵器化完结得到了检验”，并将停止核试验和洲际弹道火箭试射，废弃北部核试验场。

## 早期背景
朝鮮先天有發展核武的最大優勢，也就是它自產鈾礦，光是平壤附近的順川和博川礦山就是中型鈾礦；該兩處礦藏就近位於首都重兵力的防禦範圍內，除非全面開戰否則不可能以任何有限規模戰爭拿下。
朝鮮在1956年與前蘇聯締結「核能研究合作計畫」並每年派遣數十名科學家到莫斯科的「杜布納核子研究中心」學習，更與東歐各國進行技術交流。1962年在距平壤北方90公里的寧邊地區設立核能研究所興建反應爐，積極進行核能的研發工作。朝鮮于1974年加入国际原子能机构，随后于1985年加入《不扩散核武器条约》。約在1980年代初開始在寧邊建造第二座反應爐，這個5000萬瓦的研究反應爐於1987年開始運轉每年可生產約700公斤的鈽，有潛力足以每年製造一到兩枚核武器。
1991年朝鲜主动提出朝鲜半岛无核化，因为当时韩国也准备研制核武器，而且美国在韩国布署了战术核武器。1991年12月31日，朝韩签定《关于半岛无核化协议》。
1992年1月，又签订《保障监督协定》，朝鲜接受国际原子能机构的监督并多次接受其核查。
在这场与美国与韩国的谈判交易中，朝鲜被国际媒体称为获利者。一、朝鲜阻止了韩国开发核武器的计划；二、美军终于撤掉了部署在韩国的战术核武器。
朝鮮建國領導人金日成認為發展核武可鎮住韓國，在統一朝鮮半島時可阻止美國干預。
2007年3月17日，朝鮮在國際核談判中告訴代表，它準備關閉其主要核設施。 該協議是在2003年開始的一系列六方會談後達成的，涉及北韓、南韓、中國、俄羅斯、日本和美國。根據該協議，將提交其核計劃清單，並打算把核設施將禁用，以換取燃料援助和與美國和日本的正常化談判，由於與美國在三角洲銀行的爭端，這從4月推遲，但7月14日，國際原子能機構檢查員確認朝鮮寧邊核反應堆關閉，因此朝鮮開始接受援助。 該協議於2009年在朝鮮發射衛星後破裂。
2009年4月，有報導稱朝鮮已成為“成熟的核大國”，國際原子能機構總幹事穆罕默德·巴拉迪同意這一觀點，2009年5月25日，朝鮮進行了第二次核試驗，導致爆炸估計在2至7千噸之間，2009年的試驗與2006年的試驗一樣，據信發生在朝鮮東北部吉州郡萬塔山。 這是在試驗場發生的地震中發現的。
北韓的政策立場是，核武器“永遠不會被濫用或用作先發製人的打擊手段”，但如果“試圖對我們訴諸武力”，朝鮮可能會使用其“最強大的進攻力量，提前懲罰他們”。 這不是完全不首先使用的政策。

## 朝核发展
| 核爆             | 日期       | 當量       |
| ---------------- | ---------- | ---------- |
| 朝鮮一次核試     | 2006/10/09 | 1Kt        |
| 朝鮮二次核試     | 2009/05/25 | 2Kt-6Kt    |
| 朝鮮三次核試     | 2013/02/12 | 6Kt-7Kt    |
| 朝鮮四次核試     | 2016/01/06 | 7.4Kt-16Kt |
| 朝鮮五次核试     | 2016/09/09 | 10Kt-30Kt  |
| 朝鮮六次核试     | 2017/09/03 | 100Kt      |
| 二戰小男孩原子彈 | 1945/08/06 | 13Kt       |
| 二戰胖子原子彈   | 1945/08/09 | 21Kt       |

美国从1970年代起就关注朝鲜的核项目，1988年下半年美国正式对国际宣称朝鲜有可能正在开发核武器项目的訊息，此举立刻引起朝鲜当局的强烈反應和国际社会的广泛关注。

### 高浓铀项目
朝鮮擁有鈾礦，估計含有400萬噸高品位鈾礦石。
據美國情報官員稱，據稱巴基斯坦總理貝娜齊爾·布託在1990年至1996年左右通過巴基斯坦前頂級科學家阿卜杜勒·卡迪爾·汗向朝鮮提供了存儲在 CD 上的關於鈾濃縮和信息的關鍵數據，以換取導彈技術。佩爾韋茲·穆沙拉夫總統和肖卡特·阿齊茲總理在2005年承認，汗向朝鮮提供了離心機及其設計。 2008年5月，此前供認主動提供數據的汗收回供詞，稱巴基斯坦政府強迫他成為“替罪羊”。他還聲稱，在他訪問朝鮮之前，朝鮮的核計劃已經非常先進。
HEU計劃於2002年10月公佈，當時美國向朝鮮官員詢問該計劃。根據協議框架，朝鮮明確同意凍結钚計劃（特別是其“石墨慢化反應堆和相關設施”）。該協議還承諾朝鮮執行《朝鮮半島無核化聯合聲明》，其中兩國承諾不擁有濃縮或後處理設施。美國辯稱，朝鮮違反了其不擁有濃縮設施的承諾。
2002年12月，美國以朝鮮不遵守規定為由說服KEDO委員會暫停燃料油運輸，導致協議框架終止。作為回應，朝鮮宣布計劃重啟處於休眠狀態的核燃料加工項目和平壤以北的發電廠。此後不久，朝鮮驅逐了聯合國核查人員，並宣佈單方面“退出”《不擴散核武器條約》。
2007年，布什政府的一位官員評估說，雖然對朝鮮獲得可用於“生產規模”鈾計劃的材料仍有“高度信心”，但只有“中等信心”水平，例如存在生產規模的鈾（而不僅僅是钚）計劃。
可能的第一個鈾濃縮設施於2002年在美國情報部門稱為康山/千里馬的地點開始建設，並可能在2003年完成並開發或運行初始氣體離心機級聯。美國情報部門多年來一直懷疑該設施。據報導，平山的平山鈾礦和濃縮廠是鈾礦石變成黃餅的地方。
2021年9月15日，据CNN報導，朝鮮正在擴大寧邊的鈾濃縮設施，擴建1000平方米，以增加1000台離心機，這將使高濃縮鈾的產量每年增加高達25%，如果離心機將被升級米德爾伯里國際研究所武器專家兼教授杰弗裡·劉易斯認為，離心機，高濃鈾產量的增加將是巨大的。

### 第一次朝核危機

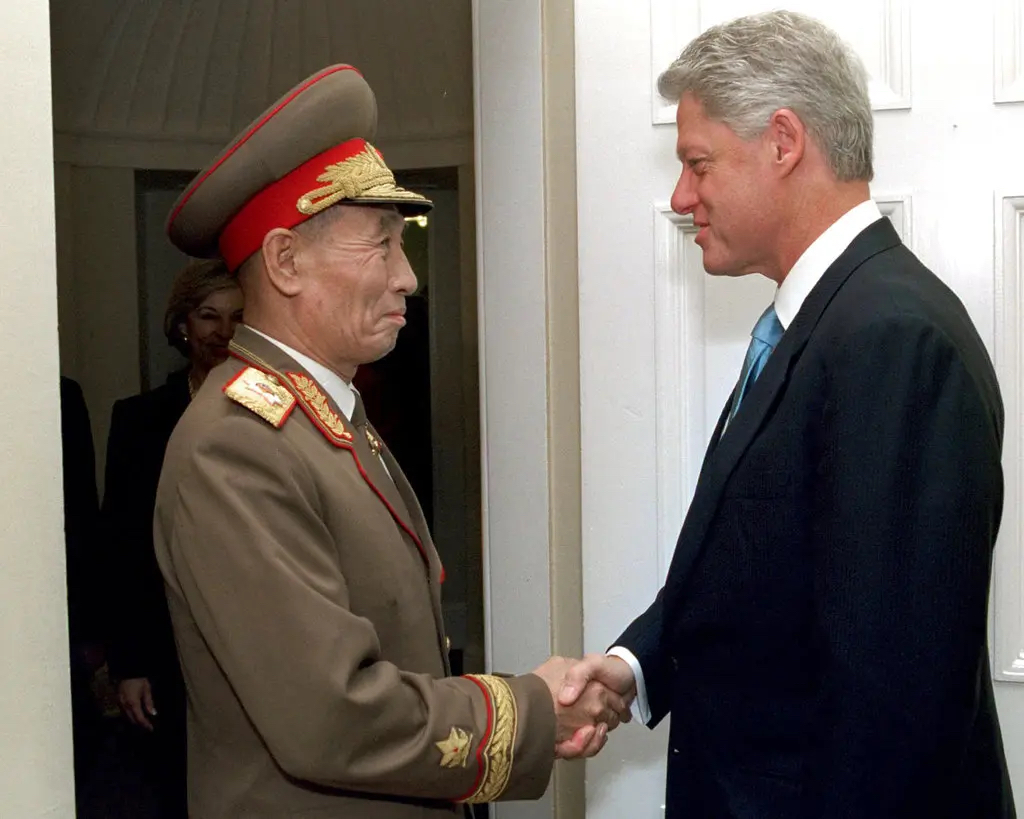
2000年10月10日，時任美國總統柯林頓在華盛頓白宮會見了朝鮮國防委員會第一副委員長趙明錄次帥。

1994年5月30日，联合国安理会提出对朝鲜进行核项目调查并对其进行制裁。1994年6月，前美国总统吉米·卡特前往平壤斡旋後，美國總統柯林頓与朝鲜政府达成了《朝核问题框架协定》此一协议，是朝鲜核危机的直接渊源。按照《朝核问题框架协定》的要求朝鲜必须冻结其各种核项目，并在所有核设施上加装监控系统，禁止一切关闭项目的重启。然而美、日、韩三国协助朝鲜拆卸石墨反应堆并帮助朝建设两座轻水反应堆和每年提供重油的承诺一拖再拖。朝鮮認為美國對條約沒有誠意，只是想箝制北韓發展。
这两座反应堆的发电能力约为2千兆瓦。對外資訊有稱无法顺利进行的原因中约为45亿美元的资金缺口是一个不小的因素。2002年8月轻水反应堆僅在朝鲜平壤奠基。在此之前朝鲜与美国就反应堆的建设资金分摊问题讨价还价。

### 第二次朝核危机
美國共和黨一向反對朝核问题框架协定，認為無法解決朝鮮核問題。總統小布希上台後2002年初把朝鮮列為「邪惡軸心」並將朝鮮列為核打擊對象之一。2002年10月，美国根据情报研判掌握了朝鲜仍在秘密研制核武器的证据，从而对朝鲜核项目再次提出异议。朝鲜当局当即承认了美国的指控，但又坦承在巴基斯坦協助下秘密發展核武。随即引起国际社会对此的关注，朝美关系再次陷入僵局。由于朝鲜当局坚持能源短缺理由，拒绝美国提出的先停核项目，再谈能源问题的提议，朝鲜核危机正式爆发。
中國大陸在朝鲜核危机方面采取比较主动积极的态度，发起在北京举行的朝鲜问题六方会谈。2005年2月，朝鲜在官方电视台的新闻节目中正式宣布国家拥有核武器。9月13日开始的第四轮朝鲜问题六方会谈第二阶段会议取得显著成果，与会各方一致通过《第四轮六方会谈共同声明》，其中在该声明第一条中，朝方承诺：放弃一切核武器及现有核计划。在第二天，朝鲜外务省又发表声明：在朝鲜重新加入《不扩散核武器条约》（NPT）前，美国应该向朝鲜提供轻水反应堆。而美方表示：在朝鲜放弃核武器、重返《不扩散核武器条约》并履行安全保障措施协定前，任何国家都不能与其开展轻水反应堆等核合作。
2006年7月5日，朝鮮在無預警情況下試射大浦洞二號、蘆洞及飛毛腿導彈七枚導彈，並全部落入日本海。10月9日上午9點35分33秒，朝鲜在咸鏡北道吉州郡舞水端裡一座360米高的山的地下水平坑道進行了一次地下核爆。造成一次規模里氏3.6級的人工地震，相當於800噸三硝基甲苯炸藥（TNT）爆炸產生的震度，核試後消息對東南亞股市造成即時短暫的負面影響（南韓股市受影響較嚴重，中國大陸股市則逆勢向上）。10月14日，联合国安理会一致通过关于朝鲜核试验问题的第1718号决议。决议对朝鲜核试验表示谴责，要求朝方放弃核武器和核计划，立即无条件重返六方会谈，并决定针对朝方核、导等大规模杀伤性武器相关领域采取制裁措施。
2007年7月14日，朝鲜关闭了宁边核设施。7月15日，国际原子能机构的核查人员确认，朝鲜关闭了宁边核设施的核心反应堆。
2008年6月26日，朝鲜政府向六方會談代表團提交其國內核子專案及核子設施清單，美方允諾將朝鲜從「支持恐怖主義國家」的名單中除名，並解除「敵國貿易法」中相關貿易製裁。10月11日，美方認為美國和朝鮮之間，關於「恢復國際檢查的談判」目的已達到，同意把朝鮮從「支持恐怖主義國家」名單上除名。
2009年4月，联合国安理会谴责朝鮮发射了一枚飞越日本的远程火箭。朝鮮则声称重新启动其钸浓缩反应堆，并命令在其主要核设施内的国际监督人员离境。
2009年5月25日上午，朝鲜再次进行了一次核试验。6月12日，聯合國安理會一致通過1874號決議，對北韓再次進行核試爆提出最嚴厲譴責，要求北韓立刻停止核武計畫及試射彈道飛彈，加強對北韓的經濟制裁，並授權各國可攔檢北韓的可疑船隻及貨物。
2013年2月12日，朝鲜进行了第三次核试验。3月11日宣布朝鮮停戰協定完全無效，進入準戰爭狀態。
2014年11月18日，联合国第三委员会第一次通过有关朝鲜人权问题的决议案后，朝鲜当局对此表示“强烈抗议”，并声称无法克制核试验。在此情况下，有分析指出，朝鲜开始准备重新启动宁边的废核燃料再处理设施。但是韩国国防长官韩民求对此表达消极态度。
2015年3月22日，朝鲜驻英國大使玄鹤峰接受英媒专访；表示朝鲜随时可以发射核导弹，並認為若是半島發生戰爭就一定是核戰爭，美國無權自己有核武同時又阻止他國有核武。該言論暗示北韓核武小型化已經完成，可以裝於飛彈，但沒有舉出實證之前國際持懷疑態度。2015年9月15日朝方宣布宁边核设施已經重啟完成產能大增，若美國和其同盟繼續威懾朝鮮將在「核雷聲」中驚醒。
2016年1月6日，朝方宣佈半島有史以來第一枚氫彈試驗成功。但爆炸當量根據外界偵測似乎只達到原爆等級，遠不及氫彈爆炸，然而也有分析表示可能是一種小型可攜帶氫彈，以低威力換取超小型的體積，容易運輸和隱藏，甚至販卖給恐怖組織。隨後韓國媒體披露北韓曾於1970年代在平安北道香山郡妙香山地區興建地下核武庫。3月2日，联合国安理会全票通过第2270号决议，对朝鲜实施严厉制裁。9月9日，朝方再次宣佈核試驗成功，被認為是歷次核試驗中規模最大的一次。
2017年4月，唐納·川普政府計劃改變美國對朝鮮二十多年的政策。为应对即将到来的朝鲜第六次核试验，美国2个航母战斗群开向朝鲜半岛，并对朝鲜提出严正警告。7月4日美國國慶，朝鮮試射了一枚飛彈，飞行高度达2,802千米，而飞行距离为933公里，在飞行39分钟后准确击中目标，眾多軍事專家分析這已經是理論上的洲際飛彈，可以打到夏威夷和阿拉斯加等美國邊緣領土。7月7日的央視一專題節目裡，中國大陸專家表示「朝鮮已經跨入洲際飛彈門檻，只是美國不敢承認。」9月3日中國大陸召開金磚國家會晤，美國總統忙於南方颶風哈維救災，朝鮮進行第六次試爆當量達100kt以上聲稱為氫彈，但國際學者還在確認中。
2018年4月21日，朝鲜宣布终止核弹和洲际导弹试验，关闭北部核试验场。朝方宣布不受核威胁挑衅绝不使用核武器，不泄漏核武器和核技术。
2018年5月24日平壤時間上午11時，朝方以爆破方式拆除豐溪里核試驗場，核試場正式關閉，包括中美韓等五國媒體獲邀出席關閉儀式。
2022年3月24日，朝鲜在平壤国际机场成功进行了“火星-17”型洲际弹道导弹试射。考虑到周边国家的安全，该导弹采取了高角度发射方式，上升高度为6248.5公里，飞行时间67分钟，飞行距离1090公里，最后落在朝鲜东部公海的预定目标水域。
2022年9月8日，朝鲜最高人民会议颁布关于核武力政策的法律。该法律提到核武力是朝鮮的“国家防卫力量的中枢”，並且授权军队可以进行预防性核打击。
2023年2月20日，联合国安理会举行朝核问题公开会。當天韩国政府宣布制裁涉嫌为朝鲜核武及导弹开发等提供便利的4名个人及5家机构。9月27日，朝鲜决定将該國的核武器政策写入宪法。
2024年9月13日，朝鲜媒体首次公开铀浓缩设施之影像。

## 各國立場

### 中華人民共和國
2017年4月份朝鮮問題有所升級，全國人大外事委主任傅瑩在美國重要智庫布魯金斯研究院發表論文《朝鮮核問題：過去、現在和未來——中國視角》，系統性闡明許多立場。首先列出了事件終極只有三種路線的可能性：
| 第一可能                                                         | 第二可能 | 第三可能 |
| ---------------------------------------------------------------- | --- | --- |
| 美國為首國家不斷制裁升級 惡性循環到達臨界點。                    | 美日韓最希望看到的是北韓政權垮台。 | 重啟有誠意的談判解決問題，並重視朝鮮提出的訴求。                                                             |
| 美國只能採取自己都未知後果的極端行動，或是乾脆承認朝鮮核武地位。 | 中方判斷此一事態幾乎永無可能，其國民基本生存問題已經解決，其實北韓內部有進行一些經濟改革，飢荒也早已是遙遠的歷史事件，只是西方媒體刻意忽略。 | 現在的核武進展下此一談判相比10多年前已經非常困難，但對話總是有機會，若是美國能開出重大讓步，棄核還是有可能。 |

傅瑩認為中國大陸外交部多次表明半島「生戰生亂」是不被容忍，且生戰生亂者將付出代價，中俄不會袖手旁觀，其實已經暗示想透過武力解決朝鮮者恐怕事情不會想像中簡單，想輕鬆取勝的機會也根本不存在。所以目前掉入困局其實不是中國大陸而是美韓，同時也在論文中列舉了事件幾個轉折點美國犯下的錯誤。
- 1988年漢城奧運舉行後當時蘇聯和中國大陸都改善了和南韓關係，相比之下美日並沒掌握住和北韓關係正常化的時機以引導其內部事態。
- 美方於柯林頓總統時曾派遣國務卿前往平壤，雙方甚至談及互設聯絡處，但後美國忙於中東事務而錯過時機。
- 小布希總統對平壤的強硬政策和利比亞格達費放棄發展核武最終卻被殺的命運，讓朝鮮放棄對西方的幻想。
- 2004年9月南韓承認曾祕密提煉濃縮鈾，但國際原子能機構並沒對南韓採取任何一點行動，[42]採雙重標準讓朝鮮放棄對國際機制的幻想。

2017年5月6日央視《防務新觀察》節目中再次強調，朝核問題是美國與朝鮮雙方問題，中國大陸不是主角也不對結局承擔任何責任。9月份六次核試後中國大陸領導人習近平接到德國總理梅克爾電話時表示「事實一再證明，朝核問題最終只能透過和平對話解決」表明了立場，梅克爾表示願看到事情往和平方向推進。
2017年北韓核試驗後，中國對聯合國決議投下贊成票，同意制裁北韓，認為朝鮮不顧國際社會普遍反對，再次進行核試驗，嚴重違反聯合國安理會決議，贊同安理會就此採取必要措施。
2023年2月，中国常驻联合国副代表戴兵表示，中方呼吁有关各方保持冷静克制，坚持政治解决的正确方向，避免采取可能进一步加剧紧张、导致误判的行动，个别国家应放弃搞地缘政治操弄，避免动辄诉诸军演、制裁等施压手段，为政治解决营造合适环境。
2024年2月5日，中国外交部发言人汪文斌表示，朝鲜的相关政策宣示为其主权事项，中方一贯支持朝韩改善关系。同时还表示半岛形势紧张不符合有关各方共同利益。各方应相向而行，坚持政治解决大方向，共同维护半岛和平稳定。

### 美國
2022年3月24日，美國強烈譴責2月26日和3月4日朝鲜試射遠程彈道導彈，指有關發射違反联合国安理会的多項決議，敦促所有國家就此類違規行為追究朝鲜的責任，並呼籲朝鲜回到談判桌前進行認真談判，稱外交大門並未關閉，但平壤必須立即停止破壞穩定的行動，美方將採取一切必要措施確保美國國土以及韩日盟國的安全。
2023年4月，美國總統拜登表示，北韓對南韓或其他美國盟友發動任何形式的核攻擊都是不可接受的，並且導致其政權結束。

### 俄羅斯
2017年9月，俄羅斯於同年北韓核試驗後對聯合國決議投下贊成票，同意制裁北韓。同年12月，俄羅斯外長拉夫羅夫表示，美國高層呼籲朝鲜放棄核導計劃，與此同時卻不給其未來任何安全保障，並表示俄羅斯建議停止相互挑釁舉動，並開始不設條件的對話；也建議朝鲜暫停核試驗和導彈發射，美韓相應暫停舉行大規模聯合軍演。

### 日本
2023年3月，日本內閣官房長官松野博一表示，絕對無法容許北韓發展核武器及飛彈。

### 南韓
2023年4月14日，南韓统一部发布《2023统一白皮书》，将韩半岛局势不稳、韩朝交流合作停摆的责任归咎于朝鲜核威胁及军事挑衅。白皮书指出，朝鲜不断发起核导威胁和挑衅，加剧韩半岛安全紧张局势。

### 北韓
2022年12月，朝鲜外务省指责美国侵犯朝鲜自卫的主权权利和干涉朝鲜内政，認為通过侵犯其合法自卫权、滥用联合国权力文件的任何尝试都是无视朝鲜主权和严重干涉内政的尝试。2023年4月，北韓外務相崔善姬透過官方朝中社發表談話，指七國集團外長干涉別國內政，屬荒誕無稽及霸道無理，強調北韓將強力應對任何企圖侵犯其自主權與根本利益的行為，令有關圖謀無法得逞；又表示，北韓進行核試及試射彈道導彈，是針對美國及美國盟國軍事行動，行使主權的正當行為，國家法律亦保障實際擁有核威懾力，朝方絕不會乞求任何一方承認擁核國地位。